# Hedyotis flexuosa
Hedyotis flexuosa är en måreväxtart som beskrevs av Henry Nicholas Ridley. Hedyotis flexuosa ingår i släktet Hedyotis och familjen måreväxter. Inga underarter finns listade i Catalogue of Life.